# Evelone
Козаков Вадим Олександрович, насамперед відомий як Evelone, Evelone192 чи Evelone2004 (нар. 4 липня 1996, Нова Каховка, Херсонська область) — український стример та контент-мейкер, відомий своїми російськомовними трансляціями на платформі Twitch, Kick та YouTube. Evelone є одним із засновників популярного об'єднання стримерів «Freak Squad».

## Біографія
Козаков Вадим Олександрович народився 4 липня 1996 року у місті Нова Каховка, що на Херсонщині.
Батьки Вадима розлучені. Мама Вадима і він сам уже багато років не підтримують контакт із його батьком. Фактично, вихованням Вадима займалася лише мати, яка у майбутньому зіграла величезну роль у становленні стримера.
В інтерв'ю каналу «Вписка» мати Вадима розповіла про фінансові труднощі у їхній родині. Щоб подарувати синові його перший комп'ютер, їй знадобився цілий рік для накопичення, і на Новий рік вона нарешті змогла здійснити його мрію, подарувавши довгоочікуваний комп'ютер разом із диском гри «GTA Vice City».
Закінчивши школу, Вадим вступив до електротехнічного коледжу та паралельно почав працювати у столярній майстерні, де збивав ящики для фруктів та овочів. На цій роботі Вадим протримався лише кілька днів, томущо йому не подобалася важка фізична праця. Незабаром Вадим знайшов нову роботу — він став онлайн-трейдером і заробляв 500—700 доларів на місяць. Через деякий час Вадим почав проводити перші стрими, поєднуючи їх із роботою.
До 24 лютого 2022 року Вадим проживав у Києві, але того ж року покинув спочатку столицю, а через деякий час перемістився до Туреччини через військові дії, викликані вторгненням Росії.
2023 року Вадим зупинився в сербській столиці Белграді, а також у листопаді 2024 року стример там же придбав квартиру вартістю 80 млн рублів[скільки?].

## Кар'єра та популярність
З раннього віку Вадим захоплювався відеоіграми та кіберспортом. На початку своєї кар'єри пробував різні напрямки контенту, але широку популярність отримав завдяки стримам на Twitch. Evelone брав активну участь у стримах таких ігор, як CS:GO (пізніше CS 2), Fortnite, GTA V, Rust та інших.
У 2020 році його стрими почали стабільно збирати десятки тисяч глядачів, а в 2021 році він увійшов до топ-10 найпопулярніших російськомовних стримерів Twitch. Вадим також організовував великі стримерські заходи, включаючи ігрові турніри та колаборації з іншими відомими блогерами та кіберспортсменами, такими як buster, s1mple та іншими.
У 2023 році, після тимчасового блокування Twitch-акаунту, Evelone почав експериментувати з платформою Kick, де також збирав на своїх трансляціях десятки тисяч глядачів, проте після розблокування повернувся до стримів на своєму основному майданчику.

## Особисте життя

### Шлюб із Марією Овчаровою
2017 року на одному зі стримів Вадима, проводячи черговий розіграш для глядачів, він випадково познайомився з Марією Овчаровою. У них почалися романтичні стосунки, але спілкування обмежувалося відеодзвінками. Через 8 місяців Вадим вирушив до Томська (рідне місто Марії) і незабаром спільнота дізналася про те, що пара з'їхалася.

#### Заборона на в'їзд до РФ та повернення в Україну
У 2019 році стало відомо, що Вадим неправильно оформив документи на в'їзд до Росії і постав перед судом. Суд заборонив в'їзд стрімеру на 5 років. Про це Вадим повідомив на своєму каналі YouTube у окремому відеоролику.
На цьому історія стосунків із Марією не закінчилася. Вадим повернувся на батьківщину до Нової Каховки, а Марія через деякий час прилетіла до нього. У 2020 році Вадим і Марія одружилися, проте їхній союз незабаром розпався через розбіжності, що виникли під час тривалого спільного перебування в замкнутому просторі в період пандемії COVID-19.

### Стосунки з Наталією Бердниковою
У 2020 році Вадима почали помічати у громадських місцях зі стрімеркою Наталією Бердниковою, відомою під псевдонімом «Gensyxa». Однак на той час вони приховували свої романтичні стосунки, але вже 2021 року офіційно підтвердили, що є парою. У березні 2023 року стало відомо про розставання двох стримерів після кількох років стосунків. За словами Вадима, ініціатором розриву був він сам, пояснивши це бажанням розібратися у житті та побути одному.
«Я хочу зрозуміти своє життя та розібратися в собі, на даний момент я не бачу себе у стосунках. До Наталки я ставлюся дуже добре, вона прекрасна дівчина, я за багато що їй вдячний, вона навчила мене тримати удар у складних ситуаціях, не так засмучуватись невдачам і це не порожні слова, я завжди це говорив на стримах, завжди готовий підтримати Наташу, коли їй потрібна буде моя допомога.» — Evelone про розрив із Gensyxa у своєму телеграм-каналі
Після розлучення Evelone вирішив подарувати колишній дівчині автомобіль. Це не перший випадок, коли стрімер обіцяв припіднести дівчині машину: наприкінці січня, на її день народження, він подарував їй Maserati Ghibli, проте доставити автомобіль до Росії йому не вдалося. Тим не менш, стример дотримав своє слово і натомість подарував колишній коханій Porsche Macan S 2014 року, вартість якого на той момент становила 3,1 млн рублів.

## Конфлікти та скандали

### Блокування

#### Steam
У листопаді 2020 року компанія Valve заблокувала акаунт Вадима в Steam, оцінений ним у 12 мільйонів рублів. Причиною послужило порушення угоди, пов'язане з «крадіжкою іншого акаунту Steam».
У лютому 2023 року стрімер знову отримав блокування Steam-акаунту. Імовірно, Вадим отримав бан через зміну регіону облікового запису. Адміністрація платформи вважала дії підозрілими і заблокувала профіль як міру боротьби з шахраями. Через 7 місяців на одній із трансляцій, стример повідомив, що аккаунт заблокований на 20 років через вищезгадану причину, проте версія через що аккаунт був заблокований — неофіційна.
У січні 2024 року Evelone повідомив, що обліковий запис розблокували, але доступ до нього отримав зловмисник. Інвентар раніше заблокованого облікового запису стрімер оцінює в 150 тис. доларів.

#### Twitch
У січні 2023 року канал Вадима на Twitch був заблокований через участь у треш-шоу «Игры Габара», що було розцінено як «демонстрація поведінки, спрямованої на суїцид чи заподіяння собі шкоди». Через кілька днів адміністрація Twitch рекомендувала стрімеру «звернутися до лікаря».
«Здається, у вас зараз складний період в житті. У нас є сторінка, присвячена підтримці психічного здоров'я та відомостям про нього, де представлені ресурси, які можуть бути вам корисні. Якщо ви не відчуваєте себе в безпеці, зв'яжіться з лікарем або зверніться до лікарні, де ви зможете обговорити з ним своє самопочуття.» — Модерація Twitch
У червні 2023 року основний канал Evelone192 було розблоковано.
У грудні 2023 року Вадим отримав черговий бан на Twitch до 7 січня 2024 року. Офіційною причиною стала демонстрація «матеріалів сексуального характеру» під час трансляції.
«Нереальні клоуни.» — Evelone
У грудні 2024 року другий канал стримера Evelone2004 був позбавлений статусу партнера та компаньйона на платформі Twitch. Перед інцидентом підписники стрімера пересилали повідомлення в соціальних мережах від одного з підписників Вадима, який звинувачував стрімера в шахрайстві та зламі акаунту. Стрімер відреагував на рішення Twitch, заявивши, що не має жодного відношення до зловмисників та попросив керівництво платформи повернути собі статус партнера.
Хочу офіційно заявити, що я не маю жодного відношення до подібних дій. Протягом усього саббатону я не займався жодними махінаціями, а про подарункові підписки, які могли бути оформлені на мій канал, мені невідомо. — Evelone
У січні 2025 року стример в черговий раз отримав блокування на Twitch, проте був розблокований через кілька годин. Причиною блокування стало «використання чит-програм під час трансляції». Блокування було помилковим, тому що стрімер транслював нову рубрику, в якій гості його стриму билися 1v5, де гравець-одинак мав доступ до системного WallHack на локальному сервері в Counter-Strike 2.

### Інші конфлікти та скандали
На початку лютого 2022 року Вадим став учасником ДТП у Києві. 7 лютого, керуючи автомобілем Audi RS7, він рухався Дніпровською набережною з перевищенням швидкості і, маневруючи між машинами, зіткнувся з Ford Fusion. Внаслідок аварії ніхто серйозно не постраждав, проте автомобіль Вадима, вартістю понад 216 тисяч доларів, отримав значні ушкодження.
У квітні 2023 року Ліга безпечного інтернету на чолі з Катериною Мізуліною зібрала список стримерів та контент-мейкерів, які займаються рекламою казино та азартних ігор. Голова ЛБІ Мізуліна повідомила, що її організація звернулася до Роскомнадзору та ФПС Росії з проханням обмежити контент до стримів Evelone та інших стримерів, зазначених у списку. До списку ЛБІ увійшов також стример Олександр «zubarefff» Зубарєв, який, як і Evelone, є громадянином України. На тлі цього спільнота і самі стримери висміяли дії Катерини Мізуліної та ЛБІ.
У серпні 2024 року під час прямої трансляції стримера Владислава «stariy_bog» Левенця стався обстріл м. Кривого Рогу. У листопаді 2024 року стрімер Марк «GUACAMOLEMOLLY» Григор'єв на своєму ефірі переглядав кліпи, надіслані підписниками Twitch, і в неадекватній формі сміявся з того, що відбувається на стримі Владислава. Після публікації кліпу з реакцією Марка Григор'єва, стример зіткнувся з потужною хвилею хейту від глядачів Владислава, а також інших стримерів, включаючи Evelone, mokrivskyi та інших.

## Нагороди та досягнення
У грудні 2024 року Вадим досяг значних успіхів на Twitch. Він зайняв перше місце за кількістю платних підписників, перевершивши американського стрімера Кая Сіната. На його канал підписалось майже 400 тисяч користувачів.